# Россия на «Евровидении-2001»
На конкурсе песни «Евровидение 2001» Россию представляла группа «Мумий Тролль» с песней «Lady Alpine Blue». Набрав 37 баллов, коллектив занял 12 место.

## Исполнитель
Мумий Тролль — российская рок-группа из Владивостока. Образовалась в 1983 году. Автор песен, вокалист и лидер группы — Илья Лагутенко. Стилистику группы Лагутенко характеризует термином «рокапопс».
Коммерческий прорыв группы «Мумий тролль» в 1997 году стал эпохальным, так как в своём творчестве коллективу удалось стереть грань между рок- и поп-музыкой, что для России того времени казалось невозможным. Первый хит «Утекай» из альбома Морская занесён в список «40 песен, изменивших мир», составленный редакцией русскоязычной версии журнала «Rolling Stone».

## Национальный отбор
В апреле 2001 года ОРТ объявил что группа «Мумий Тролль» была выбрана в качестве представителей от России на конкурсе песни «Евровидение 2001» с песней «Lady Alpine Blue». Группа была выбрана авторитетным жюри среди более 2000 поданных заявок на внутренний отбор.
| "Чугунные скороходы" | "Не плачь"         |
| "Гости из будущего"  | -                  |
| "Мумий Тролль"       | "Lady Alpine Blue" |
| "Плазма"             | -                  |
| Витас                | -                  |

## Финал
В финале группа выступила 6 номером и, набрав 37 очков, заняла 12 место.
Итоги голосования в России оглашала Лариса Вербицкая.

### Голосование
| Голоса за исполнителя из России | Голоса за исполнителя из России |
| ------------------------------- | ------------------------------- |
| Оценка                          | Страны                          |
| 12                              | —                               |
| 10                              | Литва                           |
| 8                               | Латвия                          |
| 7                               | —                               |
| 6                               | —                               |
| 5                               | Исландия, Греция                |
| 4                               | Эстония                         |
| 3                               | Израиль                         |
| 2                               | Мальта                          |
| 1                               | —                               |

| Голоса от России | Голоса от России |
| ---------------- | ---------------- |
| Оценка           | Страна           |
| 12               | Франция          |
| 10               | Литва            |
| 8                | Германия         |
| 7                | Мальта           |
| 6                | Эстония          |
| 5                | Греция           |
| 4                | Словения         |
| 3                | Великобритания   |
| 2                | Швеция           |
| 1                | Нидерланды       |